# بخش بون لیک، مینه سوتا
بخش بون لیک (به انگلیسی: Boon Lake Township) یک منطقهٔ مسکونی در ایالات متحده آمریکا است که در شهرستان رنویل، مینه‌سوتا واقع شده‌است.
 بخش بون لیک ۱۰۱٫۵ کیلومتر مربع مساحت و ۴۰۰ نفر جمعیت دارد و ۳۲۹ متر بالاتر از سطح دریا واقع شده‌است.